# Ardisia eglandulosa
Ardisia eglandulosa är en viveväxtart som beskrevs av Fletcher. Ardisia eglandulosa ingår i släktet Ardisia och familjen viveväxter. Inga underarter finns listade i Catalogue of Life.